# 奧泰爾島
64°29′30″N 11°21′22″E / 64.4918°N 11.3561°E

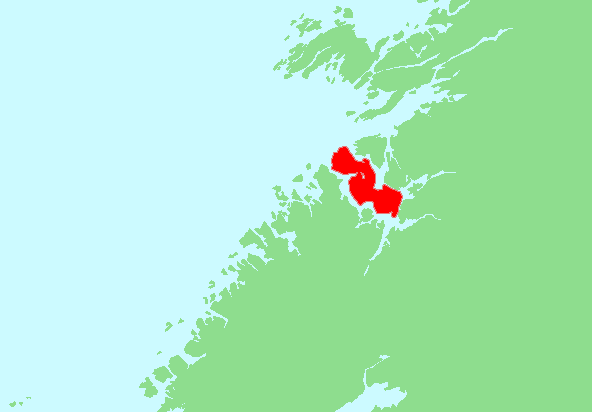

奧泰爾島是挪威的島嶼，位於該國中部，由北特倫德拉格郡負責管轄，長25公里、寬6公里，面積143平方公里，最高點海拔高度446米，2001年人口809。